# Betawi (lud)
Betawi – indonezyjska grupa etniczna, składająca się z potomków ludności zamieszkującej Batavię (dzisiejszą Dżakartę) począwszy od XVII w. Według spisu ludności z 2010 r. ich liczebność wynosi blisko 7 mln. Posługują się językiem betawi, stanowiącym pochodną języka malajskiego. Uchodzą za rdzennych mieszkańców Dżakarty.